# يوم الاستقلال (باكستان)

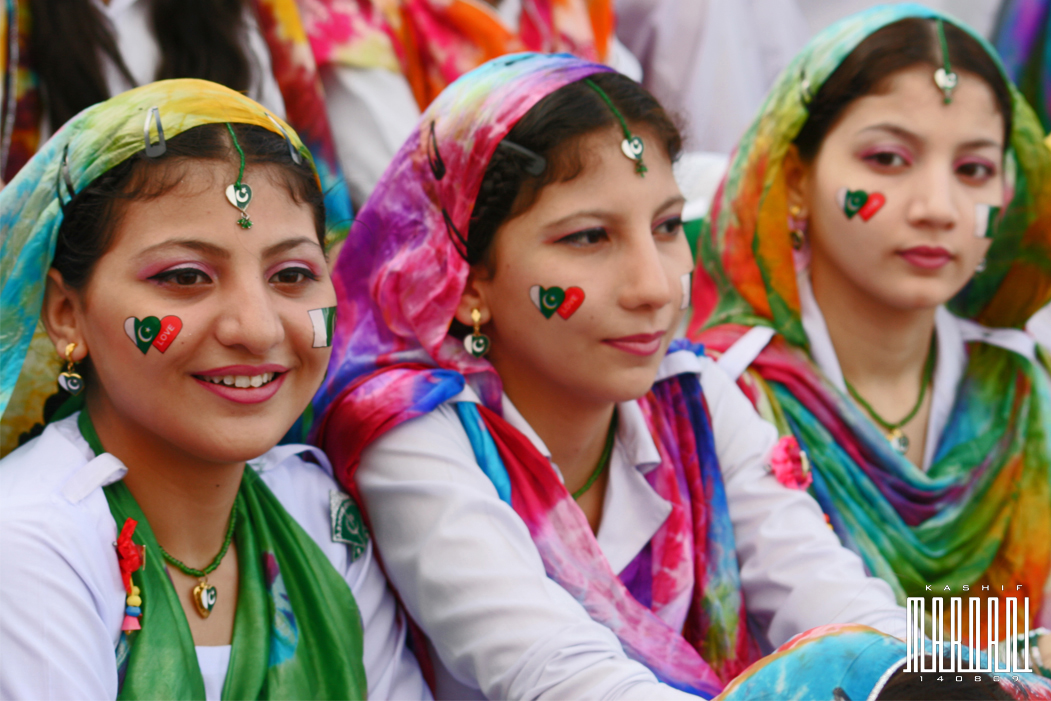
صورة لثلاث طالبات تحتفلن بمناسبة يوم استقلال باكستان بمزار قائد، مع اللباس والأساور والزي الباكستاني التقليدي.

يوم استقلال باكستان أو يوم الاستقلال الباكستاني (بالأردية: یوم آزادی)، اعتبر يوما وطنيا بتاريخ 14 من أغسطس من عام 1947م، عندما تم إعلان قيام باكستان دولةً مستقلة من دول رابطة الشعوب البريطانية (الكومنولث)، بفارق يوم واحد عن جارتها يوم استقلال الهند، وذلك في اليوم التالي لهذا التاريخ، وقد أصبح محمد علي جناح الذي يعتبر مؤسس باكستان وأول رئيس حكومة في تاريخ البلاد.

## خلفية تاريخية

موقع خريطة باكستان في شبه القارة الهندية والعالم مع المناطق المتنازع عليها

يرى مؤيدي فكرة استقلال باكستان عن الهند أّنها خلّصت المسلمين الهنود من تعصّب الهندوس المتطرف، وتحكمهم في رقاب المسلمين، ويأتي في مقدمة هؤلاء الشاعر والأديب العالمي محمد إقبال الذي كان يؤيد فطرة إنشاء وطن قومي خاص بالمسلمين في القسم الشمالي من شبه القارة الهندية.
وفي المقابل يرى بعض المفكرين والمعارضين لفكرة الانقسام، الذين عالجوا الموضوع من جوانب أخرى، كالمفكّر الجزائري مالك بن نبي الذي عارض بشدة انقسام وانفصال باكستان عن الهند، حيث رأي في كتابه «في مهب المعركة» بأن باكستان وفكرة انقسامها هي دافع وصنيعة الإمبراطورية البريطانية، لإضعاف شبه القارة الهندية وطموحاتها النهضوية مستقبليا سواء على الصعيد الإقليمي أو الدولي.
ويقول في ذلك بصريح العبارة: «إنّ باكستان في حقيقة الأشياء، لم تكن إلا الوسيلة التي أعدتها السياسة المعادية للإسلام التي تمتاز، بها بصورة تقليدية، أوساط المحافظين الإنكليز، أعدتها من أجل إحداث الانشقاقات المناسبة في جبهة كفاح الشعوب ضد الاضطهاد الاستعماري.»
و يبرّأ ساحة المسلمين والهندوس الذين قتلوا في الاضطرابات والقلاقل، محمّلا المخابرات البريطانية مسؤولية ما جرى قائلاً: «إنه مكر يبلغ ذروته، إذ استطاعت انكلترة بهذه الطريقة أن تترك الهند في حالة تمزق نهائي، إذ لا يفرق بين المسلمين والهندوك حدود جغرافية لا تستطيع انكلترة تلفيقها مهما كانت براعتها في التلفيق، ولكن يفرق بينهم حدود من الأحقاد ومن الدماء، ذهب ضحيتها الملايين من المسلمين والهندوس، كانوا ضحية المذبحة التي زجتهم فيها المخابرات الإنكليزية في الوقت المناسب».
حيث كان على الجميع الانتظار إلى أن يتم حل اشكالية القلاقل والمتعصبين بالوسائل الديموقراطية والقانونية من أجل مصلحة الوطن وشعوب دول الجنوب ككل.
يتطور موقف بن نبي في كتابه وجهة العالم الإسلامي ليضعنا أمام تحليل علمي دقيق لدواعِ نشوء باكستان حسب تصوره فيقول: «أما الوضع في الباكستان فيبدو لعين الناظر إليه أكثر استبهاماً واختلاطاً، والظاهر أن تشرشل كان يستهدف أهدافاً ثلاثة في الهند، وأنّه قد بلغها فعلاً. ولقد أراد أولاً أن يفوّت على الاتحاد السوفييتي سلاحاً قوياً من أسلحة الدعاية والإثارة، فماذا عسى أن يكون وضع الهند المستعمَرة على حدود الصين الشيوعية في حرب عالمية ثالثة...؟ لقد استطاع (الثعلب الهرم) أن ينشئ في شبه القارة الهندية منطقة أمان، وبعبارة أخرى: حجراً صحياً ضد الشيوعية، ولكنه عرف أيضاً كيف يخلق بكل سبيل عداوة متبادلة بين باكستان والهند، وكان من أثرها عزل الإسلام عن الشعوب الهندية من ناحية، والحيلولة دون قيام اتحاد هندي قوي من ناحية أخرى، ولقد بذل هذا السياسي غاية جهده لتدعيم هذه التفرقة، وتعميق الهوة بين المسلمين والهندوس، تلك الهوة التي انهمرت فيها دماء الضحايا، من أجل هذا التحرر الغريب، فكان الدم أفعل في التمزيق من الحواجز والحدود...»
لم يكن مالك بن نبي المعارض الوحيد لفكرة قيام دولة باكستان فهناك أيضاً المفكّر أبو الأعلى المودودي مؤسس الجماعة الإسلامية في باكستان ولكن معارضته كانت مبنيّة على أسباب مختلفة حيث كان المودودي من أشدّ المعارضين لفكرة الدولة القوميّة كما أنّ آراءه تقضي بعدم جواز التعامل معها أو لعب أيّ دور فيها، وبناءً على ذلك كان معارضاً لحزب المؤتمر القومي الهندي، لأنّه حزب قومي كما أنّه عارض قيام دولة باكستان في البداية خوفاً من تحوّل الهوية الإسلامية إلى هوية قومية تتضارب وتدفع كما دفع بذلك إلى صعود القومية الهندوسية بمقابل القويمة الإسلامية بباكستان، ولكن توقف عن مواقفه المعارضة بعد أن صارت حقيقة واقعة.
وقد ترتب عن هذا الانقسام قلاقل وحروب عدة ساهمت في تعقيد الأوضاع الاقتصادية وإعاقة المشاريع التمنوية، سواء بالنسبة للهند أو لباكستان أو لشبه القارة الهندية بشكل عام، ترتب عنها سلسلة من الحروب الثنائية والإقليمية بما يصطلح عليه الحروب الباكستانية الهندية.

## الاحتفالات
يعد يوم الاستقلال من بين ستة عطل رسمية يحتفل بها في جميع أرجاء البلاد. وتعقد الحكومات المحلية اجتماعات تحضيرية للتخطيط للاحتفالات في عواصم المقاطعات ويحضر هذه الاحتفالات المسؤولين الحكوميين والدبلوماسيين والسياسيين. أما بالنسبة للمنظمات والهيئات العامة والمؤسسات التعليمية ووزارات الحكومة فتقوم بإجراء ندوات ومسابقات رياضية وغيرها من النشاطات والفعاليات الاجتماعية والثقافية حتى حلول يوم الاستقلال. كما تجري التحضيرات في كراتشي عند ضريح ومرقد الأب المؤسس لباكستان محمد علي جناح.

## وصلات خارجية
- مقالة حول يوم استقلال باكستان من وزارة الخارجية الأمريكية (بالإنجليزية)
- احتفال رفع العلم الباكستاني في القنصلية الألمانية